# König-Wilhelms-Gymnasium zu Breslau

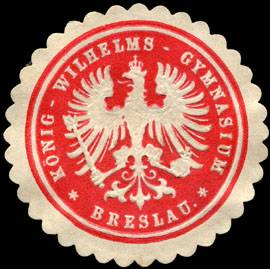
Siegelmarke des König-Wilhelms-Gymnasiums

Das Breslauer König-Wilhelms-Gymnasium bestand von 1885 bis 1939.

## Geschichte
Am 1. April 1885 wurde das König-Wilhelms-Gymnasium in der Sonnenstraße in Breslau eröffnet, als sechstes Gymnasium der Stadt. Im Juli 1885 erteilte Kaiser Wilhelm II. die schriftliche Zustimmung zur Namensverwendung nach seinem Vater Kaiser Wilhelm I. Im ersten Schuljahr gab es etwa 150 Schüler, 1903 bereits 508.
Unterrichtsfächer waren Christliche Religionslehre, Deutsch, Latein, Französisch, Geschichte und Geographie, Mathematik und Rechnen, Naturbetrachtung, Jüdische Religionslehre (für jüdische Schüler), sowie Schreiben (Schönschreiben), Zeichnen, Singen und Turnen.
Ab etwa 1922 hieß es Staatliches König-Wilhelms-Gymnasium. 1939 wurde es zur Staatlichen König-Wilhelm-Schule herabgestuft. Während der Schlacht um Breslau wurde das Schulgebäude zerstört. Nach Kriegsende 1945 und dem Übergang Schlesiens an Polen wurde die Schule 1945 geschlossen.

## Persönlichkeiten
Der bekanntesten Schüler waren der Nobelpreisträger Max Born und der erste BND-Chef Reinhard Gehlen. Weitere wurden Mathematiker, Mediziner oder Juristen. Die Medizinerin Magda Frei legte das Abitur 1905 extern ab.
Direktoren
- Theodor Thalheim, 1885–?, kommissarisch[4]
- Hermann Eckardt, 1888–nach 1903[5]

Weitere Lehrer
- Julian Ziaja, 1885 – vor 1903, stellvertretender Schulleiter
- Emil Noellner (1847–1915), Zeichenlehrer
- Albert Gombert († 1908), 1904 erwähnt

Schüler
- Walter Otto (1878–1941), jüdischer Althistoriker
- Max Born (1882–1970), jüdischer Mathematiker und Physiker, um 1901, Nobelpreisträger
- Erich Frank (1884–1957), jüdischer Medizinprofessor
- Ernst Hellinger, 1885–1953, jüdischer Mathematiker
- Ferencz Jüttner (1878–1958), Physiker

- Wolfgang Sternberg (1887–1953), jüdischer  Mathematiker

- Kurt Schmeisser (1889–1958),  Verwaltungsjurist

- Hans-Wolfgang Schimmelpfennig (1889–1966), deutscher Wirtschaftsjurist, Rechtsanwalt und Notar, um 1900
- Hermann Senftleben (1890–1975), Physiker und Physikochemiker
- Heinz Hopf (1894–1971), jüdischer Mathematiker

- Reinhard Gehlen (1902–1979), bis 1920, Generalmajor der Wehrmacht, erster Präsident des Bundesnachrichtendienstes